# アルド・コラッツァ

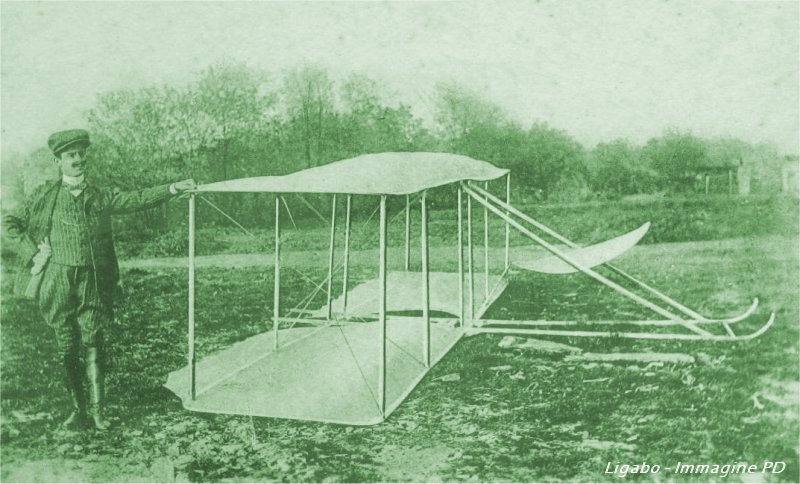
アルド・コラッツァとグライダーArmor

アルド・コラッツァ（Aldo Corazza 、1878年7月16日 - 1964年）は、イタリアの航空パイオニアである。イタリアで初めて近代的なグライダーで飛行した。
カヴァルツェレで生まれた。エステの郵便局の電信の仕事をしていた。ライト兄弟とオクターブ・シャヌートの行った飛行の実験に最初に興味をもったイタリア人となった。"Armor"となずけられた自作のグライダーで何度かのトライの後、1904年9月、バオーネの丘からグライダーで数百ヤードの飛行に成功した。イタリアにおける近代的なグライダーでの最初の飛行となった。
イタリアの飛行船のパイオニア、アルメリコ・ダ・スキオからいくらかの資金援助資金を受けたが、エンジンを購入することはできなかった。実験を続け、1906年のミラノの万国博覧会に"Armor II"を展示した。着陸装置装置をつけた"Armor III"は初飛行で破損してしまった。
飛行の結果は良好であって、新聞にも取り上げられたが、動力飛行の実験に必要な資金を得ることはできず、"Armor III"が最後の取り組みとなった。